# Governatorato di Nabeul
Il governatorato di Nabeul è uno dei 24 governatorati della Tunisia. Venne istituito nel 1956 e si trova nella parte settentrionale del paese, dove occupa la penisola di Capo Bon; suo capoluogo è Nabeul.

## Municipalità
Fanno parte del governatorato 25 municipalità:
- Azmour
- Beni Khalled
- Beni Khiar
- Bou Argoub
- Dar Allouch
- Dar Chaâbane
- El Haouaria
- El Maâmoura
- El Mida
- Grombalia
- Hammam Ghezèze
- Hammamet
- Kélibia
- Kerkouane
- Korba
- Korbous
- Menzel Bouzelfa
- Menzel Horr
- Menzel Temime
- Nabeul
- Soliman
- Somâa
- Takelsa
- Tazerka
- Zaouiet Djedidi

## Geografia antropica

### Suddivisioni amministrative
Il governatorato è diviso in 16 delegazioni, a loro volta suddivise in 99 settori.
- Beni Khalled
- Beni Khiar
- Bou Argoub
- Dar Châabane El Fehri
- El Haouaria
- El Mida
- Grombalia
- Hammam El Guezaz
- Hammamet
- Kelibia
- Korba
- Menzel Bouzelfa
- Menzel Temime
- Nabeul
- Soliman
- Takelsa